# Phrynomantis microps
Phrynomantis microps (tên tiếng Anh: West African Rubber Frog) là một loài ếch trong họ Nhái bầu.
Nó được tìm thấy ở Bénin, Burkina Faso, Cameroon, Cộng hòa Trung Phi, Cộng hòa Dân chủ Congo, Bờ Biển Ngà, Ghana, Mali, Nigeria, Sénégal, Sierra Leone, Togo, có thể có ở Tchad, Gambia, Guinée, Guiné-Bissau, Mauritanie, Niger, và Sudan và phía tây Ethiopia - Gambella.
Các môi trường sống tự nhiên của chúng là xavan khô, xavan ẩm, vùng đất có cây bụi nhiệt đới hoặc cận nhiệt đới, vùng cây bụi ẩm khu vực nhiệt đới hoặc cận nhiệt đới, đồng cỏ khô nhiệt đới hoặc cận nhiệt đới vùng đất thấp, đồng cỏ nhiệt đới hoặc cận nhiệt đới vùng ngập nước hoặc lụt theo mùa, hồ nước ngọt có nước theo mùa, đầm nước ngọt có nước theo mùa, đất canh tác, và vùng đồng cỏ.